# В ожидании Дали
«В ожидании Дали» (исп. Esperando a Dalí) — комедийный фильм каталонского режиссёра Давида Пужоля. В главных ролях снялись Хосе Гарсия, Иван Массаге, Пако Тоус, Николя Казале и Клара Понсо. Пужоль раньше уже исследовал биографию великого художника в двух документальных фильмах («Последний шедевр Дали», 2015 и «Сальвадор Дали: В поисках бессмертия», 2018).
Мировая премьера фильма состоялась 7 марта 2023 года на кинофестивале в Малаге. В российский прокат картина вышла 15 июня 2023 года.

## Сюжет
Действие фильма начинается в 1974 году на исходе диктатуры Франко в охваченной молодежными протестами Барселоне. Два брата — Фернандо и Альберто работают в элитном ресторане, Фернандо су-шефом, его младший брат — простым поваром. В свободное от работы время Альберто участвует в политических акциях. Однажды во время очередных беспорядков полиция настигает его и сообщников, но Альберто удаётся ускользнуть.
Фернандо в этот момент находится на распутье — он явно перерос должность су-шефа и хочет профессионально расти. Он увольняется из ресторана, чтобы продолжить карьеру в другом месте, но Альберто нужно скрыться от полиции. Братья уезжают из Барселоны в провинциальный Кадакес, который находится на берегу Средиземного моря. Городок ничем не выделяется, за исключением того, что в небольшом доме вместе со своей женой Галой живет сам Сальвадор Дали, который изредка устраивает перформансы для журналистов и публики.
Братья нанимаются на работу в прибрежный ресторан «Эль Сюрреаль», владелец которого, эксцентричный и эмоциональный Жюль, мечтает о том, чтобы Дали посетил его ресторан. Жюль — настоящий фанатик Дали — он знает всё о творчестве и личности своёго кумира, а также хорошо разбирается в современном искусстве.
«Эль Сюрреаль» оформлен аляповатыми артефактами с полотен Дали — манекены, гигантские яйца и текучие циферблаты из крашенного пенопласта. Жюль пытается передать Дали свою визитку, но Гала ставит жёсткое условие — Дали придёт только за 10 000 долларов.
Но Жюль не вешает нос. Однажды, увидев, что Дали отправился на морскую прогулку на лодке, он заставил своего шеф-повара быстро приготовить рыбный суп буйабес, а затем вместе с Фернандо отправился в море, чтобы перехватить Дали на обратном пути и угостить его супом. Предсказуемо, когда Дали плыл мимо, у Жюля на лодке заглох мотор и его замысел провалился. Жюль возвращается на берег, где его поджидают местные полицейские. Скучающие от безделья и жары стражи порядка забавляются тем, что стреляют в воздух и пугают отдыхающих на пляже. Жюль быстро избавляется от полиции, вручив лейтенанту Гарридо взятку, очевидно, не первую. В этот момент Альберто знакомится с Лесей, которая живет на побережье в коммуне хиппи. Между ними вспыхивает романтическое чувство.
Между тем шеф-повар ресторана «Эль Сюрреаль» увольняется, устав от причуд Жюля, и тот назначает Фернандо новым шефом. Фернандо немедленно наводит порядок на кухне, обозначает границы ответственности и отправляет Жюля с Альберто за покупками. На обратном пути они становятся свидетелями того, как полиция разгоняет хиппи, торгующих на берегу. Жюль замечает, что Альберто боится полиции и заставляет того рассказать о своём прошлом. Узнав обо всём, что произошло в Барселоне, Жюль немедленно увольняет братьев. Вернувшись на кухню, Жюль пробует буйабес, приготовленный Фернандо, приходит в восторг и возвращает братьев, которые не успели уехать. Жюль понимает, что с таким мастером как Фернандо, его цель — заманить Дали в ресторан — становится реальной. Лесю принимают в ресторан официанткой, и, хотя она постоянно бьет посуду, девушка становится частью хитроумного плана Жюля.
Первым делом Фернандо готовит рагу из морепродуктов и вместе с Жюлем приносит блюдо к дому Дали. Бдительная Гала не пускает их в дом, но, благосклонно приняв рагу, назначает новую цену за визит Дали — 15 000 долларов. Жюль потрясён, но не отчаивается. Фернандо готовит новое меню с великолепными блюдами французской кухни, которую любит Дали. Посетители ресторана в восторге. Заметка с восторженным отзывом ресторанного критика напечатана в газете. Остается только показать её Дали.
В очередной заход отправили Лесю, поскольку она родилась в Крыму и хорошо говорит на русском — родном языке Галы. Они знакомятся на берегу у цветочной лавки и Гала, пользуясь возможностью пообщаться с соотечественницей, приглашает Лесю домой. Кажется, замысел Жюля удался. В ресторане раздается долгожданный звонок, в котором сообщают, что Дали придет сегодня на ужин. В назначенный час к ресторану подъезжает лимузин Дали, из которого выходит шофер и сообщает, что Дали не придёт. Жюль и компания разочарованы. Напившись в хлам, они ночью приходят к дому Дали и устраивают дебош, а раздосадованный Жюль выкрикивает оскорбления в адрес художника. Полицейские едва не поймали их, благо шофёр Дали, симпатизирующий неудачникам, направил полицию по ложному следу.
Тем временем между Лолой, дочерью Жюля, и Фернандо зарождается любовное чувство. Их отношения осложняются тем, что Лола — невеста Франсуа из коммуны хиппи, и скоро намечена их свадьба.
Неожиданно приходит известие, что полиция поймала сообщников Альберто в Барселоне. Сообщники выдают его, и местная полиция Кадакеса задерживает Альберто, которому теперь грозит тюремное заключение. Жюль, с помощью очередной взятки, выручает Альберто из тюрьмы. На обратном пути из полицейского участка между Франсуа и Фернандо происходит откровенный разговор, в котором Франсуа признаётся, что знает о чувствах Лолы к Фернандо, но назначенная свадьба не отменяется, и он просит Фернандо организовать угощение для гостей.
Наступил день свадьбы, Фернандо приготовил восхитительные блюда. Во время застолья Лола, не в силах сдержать чувства к Фернандо, приходит к нему на кухню и они занимаются любовью. Вернувшись к застолью она сообщает обо всём жениху. В бешенстве Франсуа устраивает драку, в которой с одной стороны участвуют хиппи, а с другой — Жюль и команда ресторана. Драка кончается полным разгромом «Эль Сюрреаля». Кажется, что царящий вокруг хаос — это подходящая обстановка для визита Дали.
Внезапно раздается звонок, в котором снова сообщают, что Дали приедет на ужин, но на этот раз Жюль потерял самообладание и ответил отказом. С большим трудом друзьям удалось его уговорить принять художника. Через некоторое время к ресторану подъезжает лимузин из которого выходит сам Сальвадор Дали…

## В ролях
- Хосе Гарсия — Жюль, владелец ресторана «Эль Сюрреаль»
- Иван Массаге — Фернандо, шеф-повар
- Пако Тоус — лейтенант полиции Гарридо
- Николя Казале — Франсуа, жених Лолы
- Клара Понсо — Лола, дочь Жюля
- Поль Лопес — Альберто, брат Фернандо
- Вики Пенья — Гала, жена Дали
- Варвара Бородина — Леся, хиппи
- Пеп Крус — Рафа, шофёр Дали
- Хосе Анхель Эхидо — ресторанный критик

## Критика
Фильм в целом получил положительные отзывы. На сайте Rotten Tomatoes он имеет рейтинг 86 %. В российской прессе фильм также получил преимущественно положительную оценку.
Пужоль показывает путь к успеху, используя цвета, звуки, а иногда кажется, что даже вкусы и запахи родного Средиземноморья, а также разноязыкий актёрский ансамбль, который легко и непринужденно переключается из комического регистра в мело- или просто драматический. В результате все ингредиенты смешиваются на экране в пропорции пусть и не вполне идеальной, но способной потрафить самым придирчивым гурманам.Юлия Шагельман, Коммерсантъ
„В ожидании Дали“ — это признание в любви испанскому художнику. Это его портрет, бережно собранный из сотен крошечных деталей, из множества ярких персонажей, из незамысловатых шуток и сломанных манекенов. Если вы ждёте от фильма набора фактов о жизни Дали, то это мимо. Но если вы хотите погреться на солнышке и прочувствовать настроение художника, то это стопроцентное попадание. Однако будьте осторожны — у вас могут потечь слюнки!Ксения Щетинина, 7Дней.ру